# Bernardo Sabadini
Bernardo Sabadini, także: Sabatini (ur. ?, zm. 26 listopada 1718 w Parmie) – włoski kompozytor, autor oper. Prawdopodobnie pochodził z Wenecji. Uczył śpiewu Giovanniego Battistę Tamburini, któremu dawał role w swoich operach. Wśród innych śpiewaków, wykonujących partie skomponowane przez Sabadiniego był m.in. Valentino Urbani. 
W 1700 r. kompozytor przeniósł się do Madrytu. 
Podejrzewa się, że część jego utworów opierała się lub czerpała z dzieł innych twórców. Współpracował z libercistą Aurelio Aurelim.

## Opery
- Furio Camillo (1686)
- Didio Giuliano (1687)
- Zenone il tiranno (1687)
- Olimpia placata (1687)
- L'Ercole trionfante (1688)
- Teseo in Atene (1688)
- Hierone tiranno di Siracusa (1688)
- Amor spesso inganna (1689)
- Teodora clemente (1689)
- Il Vespesiano (1689)
- La gloria d'Amore (1690)
- Il favore degli dei (1690)
- Pompeo continente (1690)
- Diomede punito da Alcide (1691)
- La pace fra Tolomeo e Seleuco (1691)
- Circe abbandonata da Ulisse (1692)
- Il Massimino (1692)
- Talestri innamorata d'Alessandro Magno (1693)
- Il riso nato fra il pianto (1694)
- Demetrio tiranno (1694)
- L'Orfeo (1694)
- La virtů trionfante dell'inganno (1697)
- L'Aiace (1697)
- L'Eusonia, overo La dama stravagante (1697)
- L'Alarico (1698)
- Il Domizio (1698)
- Il Ruggiero (1699)
- L'Eraclea (1700)
- Il Meleagro (1705)
- Alessandro amante eroe (1706)
- Annibale (1706)
- La virtů coronata, o sia Il Fernando (1714)